# Rivière Atihkaameukw
La rivière Atihkaameukw est un affluent de la rive nord  de la rivière Kaawiiskwamekwaachiuch, coulant dans la municipalité de Eeyou Istchee Baie-James, dans la région administrative du Nord-du-Québec, au Québec, au Canada.
Ce cours d'eau coule entièrement dans la réserve faunique des Lacs-Albanel-Mistassini-et-Waconichi.
La vallée de la rivière Atihkaameukw est desservie indirectement par la route 167 (sens nord-sud) venant de Chibougamau qui passe à environ 19 km à l'ouest du plan d'eau de tête de la rivière Témiscamie. Cette route parcourt la vallée de la rivière Takwa (située à l'ouest de la rivière Témiscamie) pour remonter vers le nord.

## Géographie
Les bassins versants voisins de la rivière Atihkaameukw sont :
- côté nord : rivière Témiscamie, lac Wepaasiu, rivière Eastmain, lac Darnajou, lac Maigneron, lac Fromont (rivière Eastmain), rivière Eastmain ;
- côté est : lac Pluto (rivière Saffray), rivière Péribonka, rivière Péribonka Est, rivière Épervanche rivière Savane ;
- côté sud : rivière Péribonka, rivière Témiscamie, rivière Épervanche, lac Béthoulat, lac Bussy, lac Coursay, lac Témiscamie,

rivière Mistassibi, lac Indicateur ;
- côté ouest : rivière Témiscamie, rivière Eastmain, rivière Tichégami, lac Laparre[2].

La rivière Atihkaameukw prend sa source d'un lac non identifié (longueur : 2,3 km ; altitude : 719 m) situé dans la réserve faunique des Lacs-Albanel-Mistassini-et-Waconichi, à 10,7 km à l'ouest de la limite de la MRC de Maria-Chapdelaine) (région administrative du Saguenay-Lac-Saint-Jean).
La source de la rivière Atihkaameukw est située à :
- 13,8 m à l'est du lac Pluto (rivière Saffray) qui constitue le lac de tête de la rivière Saffray ;
- 32,2 m à l'ouest du cours de la partie supérieure de la rivière Péribonka ;
- 36,5 m à l'est du cours supérieur de la rivière Tichégami ;
- 26,3 km au nord de l'embouchure de la rivière Atihkaameukw (confluence avec la rivière Kaawiiskwamekwaachiuch) ;
- 132 km au nord-est du lac Albanel (anse La Galissonnière) ;
- 172 km au nord-est de l'embouchure de la rivière Témiscamie (confluence avec le lac Albanel) ;
- 193,5 km au nord-est de l'embouchure du lac Mistassini (tête de la rivière Rupert)[2].

À partir du lac de tête (lac non identifié), le courant de la rivière Atihkaameukw coule sur environ 32 km généralement vers le sud-ouest, entièrement en zone forestière, selon les segments suivants :
- 4,0 km vers le sud-ouest en traversant deux lacs non identifiés dont le dernier a une longueur de 2,5 km et altitude : 715 km, jusqu'à son embouchure ;
- 6,1 km vers le sud-ouest en traversant un lac non identifié (longueur : 2,9 km ; altitude : 686 km) de nature très difforme, jusqu'à son embouchure ;
- 8,6 km vers le sud-ouest jusqu'à la décharge (venant du Sud) d'un lac non identifié ;
- 14,3 km vers le sud-ouest en serpentant jusqu'à l'embouchure de la rivière[2].

L'embouchure de la rivière Atihkaameukw (confluence avec la rivière Témiscamie) est située à :
- 44,4 km à l'ouest du cours de la rivière Péribonka ;
- 5,3 km à l'est du cours de la rivière Témiscamie ;
- 5,4 km au nord-est de la confluence de la rivière Kaawiiskwamekwaachiuch avec le lac Indicateur ;
- 118,8 km au nord-est du lac Albanel (anse La Galissonnière) ;
- 146,5 km au nord-est de l'embouchure de la rivière Témiscamie (confluence avec le lac Albanel) ;
- 167,6 km au nord-est de l'embouchure du lac Mistassini (entrée de la baie Radisson et début de la rivière Rupert) ;
- 230,5 km au nord-est du centre du village de Mistissini (municipalité de village cri) ;
- 297,6 km au nord-est du centre-ville de Chibougamau ;
- 488 km au nord-est de la confluence de la rivière Rupert et de la baie de Rupert[2].

La rivière Atihkaameukw se déverse dans un coude de rivière sur la rive nord  de la rivière Kaawiiskwamekwaachiuch. 
De là, le courant suit le cours de cette dernière rivière sur 3,1 km vers le sud-ouest jusqu'à son embouchure ; puis emprunte le cours de la rivière Témiscamie qui descend sur 182,8 km généralement vers le sud-ouest jusqu'au fond de la baie de la Témiscamie située au milieu de la rive sud-est du lac Albanel ; cette baie est bordée à l'ouest par la presqu'île de Chébamonkoue.
À partir de l'embouchure de la rivière Témiscamie, le courant coule vers le nord en traversant le lac Albanel, puis traverse la passe entre la péninsule Du Dauphin (côté Nord-Est) et la péninsule du Fort-Dorval (côté Sud-Ouest), jusqu'à la rive est du lac Mistassini. De là, le courant traverse vers l'ouest le lac Mistassini sur 47,6 km, jusqu'à son embouchure. Finalement, le courant emprunte le cours de la rivière Rupert (via la baie Radisson), jusqu'à la baie de Rupert.

## Toponymie
D'origine crie, le toponyme « rivière Atihkaameukw » signifie « la rivière où il y a des corégones ».
Le toponyme « rivière Atihkaameukw » a été officialisé le 1er décembre 1983 à la Banque des noms de lieux de la Commission de toponymie du Québec, soit à la création de cette commission.